# Marco Giampaolo
Marco Giampaolo (sinh ngày 2 tháng 8 năm 1967) là một cựu cầu thủ bóng đá chuyên nghiệp người và hiện là huấn luyện viên người Ý.

## Sự nghiệp cầu thủ
Sinh ra ở Bellinzona, Thụy Sĩ, Giampaolo lớn lên ở Giulianova. Trong sự nghiệp chơi bóng của mình, ông là một tiền vệ từng chơi cho một số đội bóng Serie C, bao gồm Giulianova Calcio, Gubbio, Licata và Siracusa, trước khi ra mắt Serie B cho Fidelis Andria năm 1995. Ông giải nghệ vào năm 1997, sau một mùa chơi với Gualdo.

## Sự nghiệp huấn luyện
Sau khi giải nghệ, Giampaolo đã được ký hợp đồng làm tuyển trạch viên cho đội bóng Serie B, Pescara Calcio, và được thăng chức làm trợ lý huấn luyện viên năm 2000. Năm 2001, ông được bổ nhiệm làm trợ lý huấn luyện viên của Giulianova Calcio đang thi đấu tại Serie C1 lúc đó, để hỗ trợ cho Adriano Buffoni. Cả hai đã rời khỏi CLB vào tháng 4 năm 2002. Vào mùa 2002-03, cả Buffoni và Giampaolo đã ký hợp đồng với Treviso của Serie C1, dẫn dắt đội bóng thăng hạng ngay lập tức tới Serie B và cứu đội khỏi xuống hạng ở mùa giải tiếp theo.
Mùa 2004-05, Giampaolo chuyển đến Ascoli, ông một lần nữa làm trợ lý của huấn luyện viên vô danh Massimo Silva. Đây là một mánh khóe để Giampaolo huấn luyện đội bóng, vì ông không có giấy phép huấn luyện hợp lệ vào thời điểm đó.
Tháng 2 năm 2006, Giampaolo đã bị Liên đoàn bóng đá Ý cấm chỉ đạo trong 2 tháng vì đã đóng vai trò là huấn luyện viên trưởng đội một mà không có giấy phép huấn luyện hợp lệ. Kế tiếp, Giampaolo được nhận vào tham gia khóa huấn luyện Coverciano, và sau khi cứu được Ascoli khỏi xuống hạng, ông được bổ nhiệm là huấn luyện viên của Cagliari Calcio.
Tháng 9 năm 2006, Marco Giampaolo bị tai nạn trên sân tập, bóng đập vào đầu ông và mặc dù tiếp tục với buổi tập, ông đã biểu hiện các triệu chứng chấn động ngay sau đó. Cuối cùng ông đã được đưa đến bệnh viện.
Ngày 17 tháng 12 năm 2006, sau thất bại 3-1 trước Udinese trong một trận đấu ở giải vô địch quốc gia, ông chủ của Cagliari, Massimo Cellino tuyên bố sa thải Giampaolo, với lý do mất niềm tin vào huấn luyện viên. Tuy nhiên, ngày 26 tháng 2 năm 2007, Cellino đã quyết định sa thải Franco Colomba và bổ nhiệm lại Giampaolo làm huấn luyện viên trưởng của Cagliari. Sau khi dẫn dắt Cagliari tránh xuống hạng, ông đã được xác nhận tiếp tục là HLV cho mùa 2007-08, nhưng ông lại bị sa thải lần nữa vào ngày 13 tháng 11 và được thay thế bởi Nedo Sonetti, để lại cho người kế nhiệm đội bóng ở vị trí cuối cùng với 9 điểm (nhưng thi đấu ít hơn 1 trận so với các đội khác). Sau đó, ông được gọi lại một lần nữa để huấn luyện rossoblu, sau khi Sonetti bị sa thải, nhưng cuối cùng ông đã từ chối lời đề nghị, với lý do không sẵn sàng. Tháng 6 năm 2008 ông được công bố là huấn luyện viên trưởng của Siena cho mùa giải 2008-09, nhưng sau đó ông lại bị sa thải vào ngày 29 tháng 10 năm 2009.
Ngày 30 tháng 5 năm 2010 Giampaolo được bổ nhiệm thay thế Siniša Mihajlović làm huấn luyện viên trưởng của Catania. Sau nửa đầu mùa giải ấn tượng, Giampaolo rời Catania vào ngày 18 tháng 1 năm 2011 
Ngày 4 tháng 6 năm 2011, Cesena thông báo rằng ông sẽ được bổ nhiệm làm huấn luyện viên trưởng, thay thế Massimo Ficcadenti, người đã rời câu lạc bộ sau thỏa thuận chấm dứt hợp đồng, mặc dù đã giúp câu lạc bộ ở lại Serie A.
Ngày 30 tháng 10 năm 2011, ông lại bị sa thải vì kết quả tồi tệ, khiến Cesena đứng cuối bảng Serie A chỉ với 3 điểm.
Tháng 7 năm 2013, ông được bổ nhiệm làm huấn luyện viên trưởng mới của câu lạc bộ Serie B Brescia. Ông rời Brescia sau thỏa thuận chấm dứt hợp đồng vào ngày 25 tháng 9 năm 2013.
Ngày 9 tháng 6 năm 2015, Giampaolo được bổ nhiệm làm huấn luyện viên của Empoli. Ngày 4 tháng 7 năm 2016, ông làm huấn luyện viên của Sampdoria theo hợp đồng 2 năm, kế nhiệm Vincenzo Montella. Cuối mùa giải 2018-2019, Giampaolo chấm dứt hợp đồng với Sampdoria.
Ngày 19 tháng 6 năm 2019, Giampaolo đã ký hợp đồng với câu lạc bộ Serie A Milan cho đến năm 2021, với tùy chọn gia hạn đến năm 2022.
Ông bị Milan sa thải vào ngày 8 tháng 10 năm 2019, sau 7 trận đấu với 3 trận thắng và 4 trận thua.
Ngày 7 tháng 8 năm 2020, ông ký hợp đồng có thời hạn 2 năm làm huấn luyện viên trưởng Torino. Ngày 18 tháng 1 năm 2021 ông đã bị sa thải.

### Thống kê sự nghiệp huấn luyện
Tính đến 16 tháng 1 năm 2021
| Đội       | Quốc gia  | Từ                   | Đến                 | Thống kê | Thống kê | Thống kê | Thống kê | Thống kê        | Thống kê | Thống kê | Thống kê |
| Đội       | Quốc gia  | Từ                   | Đến                 | Số trận  | Thắng    | Hòa      | Thua     | Tỷ lệ thắng (%) |          |          |          |
| --------- | --------- | -------------------- | ------------------- | -------- | -------- | -------- | -------- | --------------- | -------- | -------- | -------- |
| Brescia   | Ý         | 02 tháng 7 năm 2013  | 24 tháng 9 năm 2013 | 7        | 2        | 3        | 2        | 028,57          |          |          |          |
| Cremonese | Ý         | 17 tháng 11 năm 2014 | 14 tháng 6 năm 2015 | 27       | 10       | 9        | 8        | 037,04          |          |          |          |
| Empoli    | Ý         | 15 tháng 6 năm 2015  | 30 tháng 6 năm 2016 | 39       | 12       | 10       | 17       | 030,77          |          |          |          |
| Sampdoria | Ý         | 04 tháng 7 năm 2016  | 15 tháng 6 năm 2019 | 123      | 49       | 26       | 48       | 039,84          |          |          |          |
| Milan     | Ý         | 1 tháng 7 năm 2019   | 8 tháng 10 năm 2019 | 7        | 3        | 0        | 4        | 042,86          |          |          |          |
| Torino    | Ý         | 7 tháng 8 năm 2020   | 18 tháng 1 năm 2021 | 21       | 4        | 8        | 9        | 31              | 36       | −5       | 019,05   |
| Tổng cộng | Tổng cộng | Tổng cộng            | Tổng cộng           | 398      | 131      | 104      | 163      | 479             | 528      | −49      | 032,91   |

## Cuộc sống cá nhân
Ông có một người anh trai, Federico Giampaolo, một cựu tiền đạo.